# Heineken Cup 1999/2000
Der Heineken Cup 1999/2000 war die fünfte Ausgabe des Heineken Cup (Vorläufer des European Rugby Champions Cup), dem wichtigsten europäischen Pokalwettbewerb im Rugby Union. Beteiligt waren 24 Mannschaften aus sechs Ländern; wieder mit dabei waren Mannschaften aus England, nachdem diese im Vorjahr wegen Auseinandersetzungen zwischen den Organisatoren und dem englischen Verband gefehlt hatten. Das Finale fand am 27. Mai 2000 im Twickenham Stadium in London statt. Pokalsieger wurden die Northampton Saints aus England, die im Finale die irische Mannschaft Munster Rugby schlugen.

## Modus
Die Teilnehmer wurden in sechs Gruppen mit je vier Mannschaften eingeteilt. Jede Mannschaft spielte je ein Heimspiel und ein Auswärtsspiel gegen die drei Gruppengegner. Für das Viertelfinale qualifizierten sich die sechs Gruppensieger und die zwei besten Gruppenzweiten.
Die Punkte wurden wie folgt verteilt:
- 2 Punkte für einen Sieg
- 1 Punkt für ein Unentschieden

## Gruppenphase
In Klammern: Rang in der Viertelfinal-Setzliste

### Gruppe 1
|    | Team               | Spiele | Siege | Unent. | Ndlg. | Spiel- punkte | Diff. | Tabellen- punkte |
| -- | ------------------ | ------ | ----- | ------ | ----- | ------------- | ----- | ---------------- |
| 1. | Stade Français (6) | 6      | 4     | 0      | 2     | 192:109       | + 83  | 8                |
| 2. | Leinster Rugby     | 6      | 4     | 0      | 2     | 150:138       | + 12  | 8                |
| 3. | Leicester Tigers   | 6      | 2     | 0      | 4     | 127:173       | - 46  | 4                |
| 4. | Glasgow Rugby      | 6      | 2     | 0      | 4     | 130:179       | - 49  | 4                |

| Datum             | Begegnung            | Ergebnis |
| ----------------- | -------------------- | -------- |
| 19. November 1999 | Leinster - Leicester | 27:20    |
| 19. November 1999 | Stade - Glasgow      | 37:18    |
| 26. November 1999 | Glasgow - Leinster   | 29:17    |
| 27. November 1999 | Leicester - Stade    | 30:25    |
| 12. Dezember 1999 | Stade - Leinster     | 39:6     |
| 12. Dezember 1999 | Glasgow - Leinster   | 30:17    |

| Datum             | Begegnung            | Ergebnis |
| ----------------- | -------------------- | -------- |
| 17. Dezember 1999 | Leinster - Stade     | 24:23    |
| 18. Dezember 1999 | Leicester - Glasgow  | 34:21    |
| 7. Januar 2000    | Leinster - Glasgow   | 44:17    |
| 8. Januar 2000    | Stade - Leicester    | 38:16    |
| 14. Januar 2000   | Glasgow - Stade      | 15:30    |
| 15. Januar 2000   | Leicester - Leinster | 10:32    |

### Gruppe 2
|    | Team                  | Spiele | Siege | Unent. | Ndlg. | Spiel- punkte | Diff. | Tabellen- punkte |
| -- | --------------------- | ------ | ----- | ------ | ----- | ------------- | ----- | ---------------- |
| 1. | Stade Toulousain (1)  | 6      | 5     | 0      | 1     | 200:73        | + 127 | 10               |
| 2. | Leinster Rugby        | 6      | 4     | 0      | 2     | 170:80        | + 90  | 8                |
| 3. | Swansea RFC           | 6      | 3     | 0      | 3     | 126:137       | - 11  | 6                |
| 4. | Petrarca Rugby Padova | 6      | 0     | 0      | 6     | 76:282        | - 206 | 0                |

| Datum             | Begegnung          | Ergebnis |
| ----------------- | ------------------ | -------- |
| 20. November 1999 | Swansea - Padova   | 66:19    |
| 20. November 1999 | Bath - Toulouse    | 25:32    |
| 27. November 1999 | Padova - Bath      | 15:56    |
| 27. November 1999 | Toulouse - Swansea | 46:3     |
| 10. Dezember 1999 | Swansea - Bath     | 10:9     |
| 11. Dezember 1999 | Padova - Toulouse  | 17:39    |

| Datum             | Begegnung          | Ergebnis |
| ----------------- | ------------------ | -------- |
| 18. Dezember 1999 | Toulouse - Padova  | 51:0     |
| 7. Januar 2000    | Swansea - Toulouse | 9:18     |
| 8. Januar 2000    | Bath - Padova      | 41:0     |
| 11. Januar 2000   | Bath - Swansea     | 20:9     |
| 15. Januar 2000   | Padova - Swansea   | 25:29    |
| 15. Januar 2000   | Toulouse - Bath    | 14:19    |

### Gruppe 3
|    | Team                | Spiele | Siege | Unent. | Ndlg. | Spiel- punkte | Diff. | Tabellen- punkte |
| -- | ------------------- | ------ | ----- | ------ | ----- | ------------- | ----- | ---------------- |
| 1. | Llanelli RFC (4)    | 6      | 5     | 0      | 1     | 152:86        | + 66  | 10               |
| 2. | London Wasps (7)    | 6      | 5     | 0      | 1     | 163:99        | + 64  | 8                |
| 3. | CS Bourgoin-Jallieu | 6      | 2     | 0      | 4     | 140:162       | - 22  | 4                |
| 4. | Ulster Rugby        | 6      | 0     | 0      | 6     | 71:179        | - 108 | 0                |

| Datum             | Begegnung           | Ergebnis |
| ----------------- | ------------------- | -------- |
| 20. November 1999 | Bourgoin - Ulster   | 26:12    |
| 21. November 1999 | Wasps - Llanelli    | 22:13    |
| 26. November 1999 | Ulster - Wasps      | 6:19     |
| 27. November 1999 | Llanelli - Bourgoin | 29:10    |
| 10. Dezember 1999 | Ulster - Llanelli   | 6:29     |
| 11. Dezember 1999 | Bourgoin - Wasps    | 15:21    |

| Datum             | Begegnung           | Ergebnis |
| ----------------- | ------------------- | -------- |
| 18. Dezember 1999 | Llanelli - Ulster   | 20:3     |
| 19. Dezember 1999 | Wasps - Bourgoin    | 37:23    |
| 8. Januar 2000    | Bourgoin - Llanelli | 30:36    |
| 9. Januar 2000    | Wasps - Ulster      | 49:17    |
| 14. Januar 2000   | Ulster - Bourgoin   | 27:36    |
| 15. Januar 2000   | Llanelli - Wasps    | 25:15    |

### Gruppe 4
|    | Team              | Spiele | Siege | Unent. | Ndlg. | Spiel- punkte | Diff. | Tabellen- punkte |
| -- | ----------------- | ------ | ----- | ------ | ----- | ------------- | ----- | ---------------- |
| 1. | Munster Rugby (3) | 6      | 5     | 0      | 1     | 188:132       | + 56  | 10               |
| 2. | Saracens          | 6      | 3     | 0      | 3     | 206:153       | + 53  | 6                |
| 3. | US Colomiers      | 6      | 2     | 0      | 4     | 144:194       | - 50  | 4                |
| 4. | Pontypridd RFC    | 6      | 2     | 0      | 4     | 106:165       | - 59  | 4                |

| Datum             | Begegnung              | Ergebnis |
| ----------------- | ---------------------- | -------- |
| 20. November 1999 | Munster - Pontypridd   | 32:10    |
| 21. November 1999 | Colomiers - Saracens   | 19:16    |
| 26. November 1999 | Pontypridd - Colomiers | 22:14    |
| 28. November 1999 | Saracens - Pontypridd  | 34:35    |
| 11. Dezember 1999 | Colomiers - Munster    | 15:31    |
| 12. Dezember 1999 | Saracens - Pontypridd  | 52:35    |

| Datum             | Begegnung              | Ergebnis |
| ----------------- | ---------------------- | -------- |
| 17. Dezember 1999 | Pontypridd - Saracens  | 18:22    |
| 18. Dezember 1999 | Munster - Colomiers    | 23:5     |
| 8. Januar 2000    | Munster - Saracens     | 31:30    |
| 9. Januar 2000    | Colomiers - Pontypridd | 38:21    |
| 15. Januar 2000   | Pontypridd - Munster   | 38:36    |
| 16. Januar 2000   | Saracens - Colomiers   | 52:15    |

### Gruppe 5
|    | Team                   | Spiele | Siege | Unent. | Ndlg. | Spiel- punkte | Diff. | Tabellen- punkte |
| -- | ---------------------- | ------ | ----- | ------ | ----- | ------------- | ----- | ---------------- |
| 1. | Cardiff RFC (5)        | 6      | 4     | 1      | 1     | 168:141       | + 27  | 9                |
| 2. | AS Montferrandaise (8) | 6      | 4     | 0      | 2     | 154:85        | + 69  | 8                |
| 3. | Benetton Rugby Treviso | 6      | 2     | 0      | 4     | 100:167       | - 67  | 4                |
| 4. | Harlequins             | 6      | 1     | 1      | 4     | 120:149       | - 29  | 3                |

| Datum             | Begegnung                | Ergebnis |
| ----------------- | ------------------------ | -------- |
| 19. November 1999 | Cardiff - Harlequins     | 32:32    |
| 20. November 1999 | Treviso - Montferrand    | 15:21    |
| 27. November 1999 | Harlequins - Treviso     | 19:22    |
| 27. November 1999 | Montferrand - Cardiff    | 46:13    |
| 11. Dezember 1999 | Cardiff - Treviso        | 23:16    |
| 11. Dezember 1999 | Harlequins - Montferrand | 11:9     |

| Datum             | Begegnung                | Ergebnis |
| ----------------- | ------------------------ | -------- |
| 17. Dezember 1999 | Treviso - Cardiff        | 16:40    |
| 18. Dezember 1999 | Montferrand - Harlequins | 32:9     |
| 8. Januar 2000    | Treviso - Harlequins     | 24:23    |
| 9. Januar 2000    | Cardiff - Montferrand    | 30:5     |
| 16. Januar 2000   | Harlequins - Cardiff     | 26:30    |
| 16. Januar 2000   | Montferrand - Treviso    | 41:7     |

### Gruppe 6
|    | Team                   | Spiele | Siege | Unent. | Ndlg. | Spiel- punkte | Diff. | Tabellen- punkte |
| -- | ---------------------- | ------ | ----- | ------ | ----- | ------------- | ----- | ---------------- |
| 1. | Northampton Saints (2) | 6      | 5     | 0      | 1     | 184:87        | + 97  | 10               |
| 2. | Edinburgh Reivers      | 6      | 3     | 0      | 3     | 110:140       | - 30  | 6                |
| 3. | FC Grenoble            | 6      | 3     | 0      | 3     | 112:158       | - 46  | 6                |
| 4. | Neath RFC              | 6      | 1     | 0      | 5     | 128:149       | - 21  | 2                |

| Datum             | Begegnung               | Ergebnis |
| ----------------- | ----------------------- | -------- |
| 19. November 1999 | Northampton - Neath     | 21:12    |
| 19. November 1999 | Edinburgh - Grenoble    | 23:18    |
| 27. November 1999 | Neath - Edinburgh       | 20:31    |
| 27. November 1999 | Grenoble - Northampton  | 20:18    |
| 11. Dezember 1999 | Neath - Grenoble        | 43:14    |
| 11. Dezember 1999 | Northampton - Edinburgh | 32:10    |

| Datum             | Begegnung               | Ergebnis |
| ----------------- | ----------------------- | -------- |
| 17. Dezember 1999 | Edinburgh - Northampton | 8:47     |
| 17. Dezember 1999 | Grenoble - Neath        | 21:10    |
| 8. Januar 2000    | Edinburgh - Neath       | 23:20    |
| 9. Januar 2000    | Northampton - Grenoble  | 27:16    |
| 15. Januar 2000   | Neath - Northampton     | 23:39    |
| 15. Januar 2000   | Grenoble - Edinburgh    | 21:19    |

## Viertelfinale
| 15. April 2000 13:00 Uhr | Munster Rugby                                                           | 27 : 10 | Stade Français                                                              | Thomond Park, Limerick Zuschauer: 13.400 Schiedsrichter: Steve Lander (England) |
| 15. April 2000 13:00 Uhr | Versuche: Crotty, Horgan Erhöhungen: O’Gara (1) Straftritte: O’Gara (5) | Bericht | Versuche: Strafversuch Erhöhungen: Domínguez (1) Straftritte: Domínguez (1) | Thomond Park, Limerick Zuschauer: 13.400 Schiedsrichter: Steve Lander (England) |

| 15. April 2000 15:00 Uhr | Llanelli RFC                                                 | 22 : 3  | Cardiff RFC              | Stradey Park, Llanelli Zuschauer: 11.000 Schiedsrichter: Didier Mené (Frankreich) |
| 15. April 2000 15:00 Uhr | Versuche: Wyatt Erhöhungen: Jones (1) Straftritte: Jones (5) | Bericht | Straftritte: Jenkins (1) | Stradey Park, Llanelli Zuschauer: 11.000 Schiedsrichter: Didier Mené (Frankreich) |

| 15. April 2000 16:15 Uhr | Stade Toulousain                                                                                      | 31 : 18 | AS Montferrandaise                                                                                | Stadium Municipal, Toulouse Zuschauer: 37.000 Schiedsrichter: Iain Ramage (Schottland) |
| 15. April 2000 16:15 Uhr | Versuche: Ougier Erhöhungen: Marfaing (1) Straftritte: Marfaing (6) Dropgoals: Ougier (1), Penaud (1) | Bericht | Versuche: Audebert, Marsh Erhöhungen: Merceron (1) Straftritte: Merceron (1) Dropgoals: Nadau (1) | Stadium Municipal, Toulouse Zuschauer: 37.000 Schiedsrichter: Iain Ramage (Schottland) |

| 16. April 2000 15:00 Uhr | Northampton Saints                                                | 25 : 22 | London Wasps                                       | Franklin’s Gardens, Northampton Zuschauer: 9.685 Schiedsrichter: Clayton Thomas (Wales) |
| 16. April 2000 15:00 Uhr | Versuche: Malone Erhöhungen: Grayson (1) Straftritte: Grayson (6) | Bericht | Versuche: Dallaglio, Worsley Straftritte: King (4) | Franklin’s Gardens, Northampton Zuschauer: 9.685 Schiedsrichter: Clayton Thomas (Wales) |

## Halbfinale
| 6. Mai 2000 15:45 Uhr | Stade Toulousain                                                      | 25 : 31 | Munster Rugby                                                                   | Stade Lescure, Bordeaux Zuschauer: 28.000 Schiedsrichter: Jim Fleming (Schottland) |
| 6. Mai 2000 15:45 Uhr | Versuche: Cazalbou Erhöhungen: Marfaing (1) Straftritte: Marfaing (5) | Bericht | Versuche: Hayes, Holland, O’Gara Erhöhungen: O’Gara (2) Straftritte: O’Gara (4) | Stade Lescure, Bordeaux Zuschauer: 28.000 Schiedsrichter: Jim Fleming (Schottland) |

| 7. Mai 2000 15:00 Uhr | Northampton Saints                                           | 31 : 28 | Llanelli RFC                                                 | Madejski Stadium, Reading Zuschauer: 15.118 Schiedsrichter: Alan Lewis (Irland) |
| 7. Mai 2000 15:00 Uhr | Versuche: Bateman, Cohen Erhöhungen: Dawson (6), Grayson (1) | Bericht | Versuche: James Erhöhungen: Jones (1) Straftritte: Jones (7) | Madejski Stadium, Reading Zuschauer: 15.118 Schiedsrichter: Alan Lewis (Irland) |

## Finale
| 27. Mai 2000 15:00 Uhr | Northampton Saints       | 9 : 8   | Munster Rugby                              | Madejski Stadium, Reading Zuschauer: 68.441 Schiedsrichter: Joël Dumé (Frankreich) |
| 27. Mai 2000 15:00 Uhr | Straftritte: Grayson (3) | Bericht | Versuche: Wallace Straftritte: Holland (1) | Madejski Stadium, Reading Zuschauer: 68.441 Schiedsrichter: Joël Dumé (Frankreich) |